# Timequake
Timequake je slovenski glasbeni dvojec, ki ustvarja elektronsko glasbo z eksperimentalnim pristopom kombiniranja analognih sintetizatorjev in sekvencerjev z digitalnimi procesorji zvoka (efekti). Njuno eksperimentiranje se kaže tudi na ravni žanrskega raziskovanja, zato je posledično njuno delo tudi mnogokrat težko umestiti v eno žanrsko kategorijo. Zvok njunih del zaznamujejo nostalgični pridih futurizma, kozmičnosti, mistike in romantike, ki so v preteklosti burili duhove glasbenih kritikov, razdvajali glasbene teoretike, strašili poslušalstvo z zvoki, katerih nastanek ni bil mehanski in prosto viden očem, oz. navdihovali z obljubami hitrega tehnološkega napredka o lepi prihodnosti za človeštvo.
Dvojec sodi v glasbeni kolektiv Chilli Space.

## Povezave
- Spletno mesto Arhivirano 2013-06-23 na Wayback Machine.
- Discogs